# 15-й гвардейский пушечный артиллерийский полк
15-й гвардейский пушечный артиллерийский полк — воинское подразделение вооружённых сил СССР в Великой Отечественной войне.

## История
Сформирован в районе Житомира из маршевых пополнений в начале 1945 года.
В составе действующей армии с 21.02.1945 по 11.05.1945 года.
- О боевом пути полка смотри статью 52-я гвардейская дивизионная артиллерийская бригада
- О боевом пути полка смотри статью 103-я гвардейская стрелковая дивизия

## Полное наименование
- 15-й гвардейский пушечный артиллерийский полк

## Подчинение
| Дата            | Фронт (округ)        | Армия                 | Корпус                             | Дивизия                              | Бригада                                             | Примечания |
| --------------- | -------------------- | --------------------- | ---------------------------------- | ------------------------------------ | --------------------------------------------------- | ---------- |
| 01.03.1945 года | 2-й Украинский фронт | 9-я гвардейская армия | 37-й гвардейский стрелковый корпус | 103-я гвардейская стрелковая дивизия | 52-я гвардейская дивизионная артиллерийская бригада | -          |
| 01.04.1945 года | 3-й Украинский фронт | 9-я гвардейская армия | 37-й гвардейский стрелковый корпус | 103-я гвардейская стрелковая дивизия | 52-я гвардейская дивизионная артиллерийская бригада | -          |
| 01.05.1945 года | 3-й Украинский фронт | 9-я гвардейская армия | 37-й гвардейский стрелковый корпус | 103-я гвардейская стрелковая дивизия | 52-я гвардейская дивизионная артиллерийская бригада | -          |